# Johan Lothigius
Johan Lothigius, 3 augusti 1681 i Jönköpings Kristina församling, Jönköping, död februari 1724 i Jönköpings Kristina församling, Jönköping, var en svensk häradshövding.

## Biografi
Lothigius föddes 3 augusti 1681 i Jönköping. Han var son till advokatfiskalen Samuel Lothigius och Sigrid Hult. Lothigius blev häradshövding i Dals och Lysings häraders domsaga. Han avled februari 1724 i Jönköping.

### Familj
Lothigius gifte sig 1709 med Anna Catharina Ekeroth (1684-1765). Hon var dotter till räntmästaren Johan Ekeroth och Annika Lindeblad. De fick tillsammans barnen Sigrid Anna (1710-1795), Nils Lothigius (1719-1766), Elisabet Beata (1716-1782) och Helena Maria Lothigius (1723-1790).